# Bothriurus sanctacrucis
Espèce
Bothriurus sanctacrucis est une espèce de scorpions de la famille des Bothriuridae.

## Distribution
Cette espèce est endémique de la province de Santa Cruz en Argentine.

## Description
La femelle holotype mesure 32,51 mm et le mâle paratype 31,59 mm.

## Étymologie
Son nom d'espèce lui a été donné en référence au lieu de sa découverte, la province de Santa Cruz.

## Publication originale
- Mattoni, 2007 : The genus Bothriurus (Scorpiones, Bothriuridae) in Patagonia. Insect Systematics & Evolution, vol. 38, no 2, p. 173-192 (texte intégral).